# Vifanord

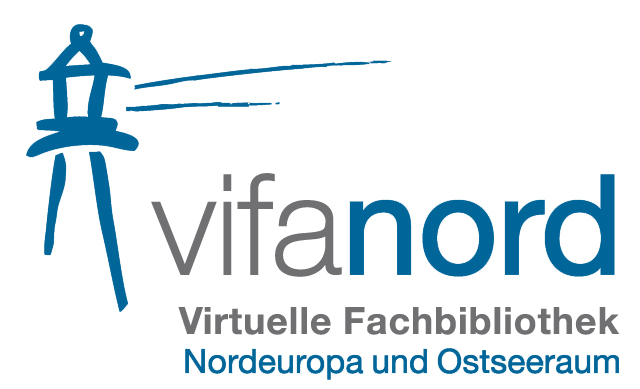
Logo

Die vifanord (kurz für Virtuelle Fachbibliothek Nordeuropa und Ostseeraum) ist eine virtuelle Bibliothek, die Informationen und Fakten zu Literatur und Forschungsergebnissen über die nordischen Länder (Dänemark, Finnland, Island, Norwegen, Schweden) sowie die baltischen Länder (Estland, Lettland, Litauen) – und damit über den gesamten Norden und Nordosten Europas – an einem Platz bündelt.
Die vifanord bietet Recherchemöglichkeiten über Bibliothekskataloge, Fachdatenbanken und Aufsatznachweise, die auch wissenschaftlich relevante Quellen und Dokumente aus dem Internet umfasst. Es werden insbesondere Quellen aus den Bereichen Politikwissenschaft, Soziologie, Sprach- und Literaturwissenschaft, Informations- und Bibliothekswesen, Geschichte, Anthropogeographie und Volkskunde recherchierbar bzw. abrufbar gemacht.
Dieses Fachportal ist eine gemeinschaftliche Entwicklung der drei deutschen Universitätsbibliotheken mit nationalen Sondersammelgebieten zu diesem Raum:
- Universitätsbibliothek Greifswald (baltische Länder, Ostseeraum),
- Universitätsbibliothek Kiel (Skandinavien),
- Niedersächsische Staats- und Universitätsbibliothek Göttingen (Finnland & Estnische Philologie und Volkskunde).

Am 1. November 2006 wurde mit dem Aufbau dieses von der DFG geförderten Projekts begonnen. Die seit 2005 angebotene virtuelle Fachbibliothek baltica-net zum Kulturkreis der baltischen Länder war als Teilangebot in die vifanord integriert und inhaltlich ausgebaut worden. Seit dem 6. Mai 2008 ist das Angebot über das Internet erreichbar.